# Псянчин, Айбулат Валиевич
Айбула́т Вали́евич Псянчин (баш. Айбулат Вәли улы Псәнчин; род. 12 февраля 1967, Уфа) — российский этнограф, доктор географических наук, профессор.
Специалист в области этнологии и исторической географии, истории науки, истории этнографии, истории научных обществ и комиссий Академии наук,  этнической картографии.

## Биография
Сын лингвиста В. Ш. Псянчина. В 1991 году окончил географо-экономический факультет Башкирского государственного университета (ныне Уфимский университет науки и технологий). В 1995 и 2002 годах стажировался в Институте этнологии и антропологии им. Н. Н. Миклухо-Маклая РАН.
В 1998 году защитил кандидатскую диссертацию «История географического изучения и картографирования территории Башкортостана (до нач. XX в.)» в Институте истории естествознания и техники РАН.
В 2004 году защитил докторскую диссертацию «История этнической картографии в России (до 30-х гг. XX в.)».
С 2008 года член докторского диссертационного совета по специальности 07.00.10 — история науки и техники в Институте истории естествознания и техники РАН.
Работал заведующим кафедрой физической географии, краеведения и туризма географического факультета БашГУ  (ныне Уфимский университет науки и технологий). С 2011 года — заведующий отделом этнологии Института истории, языка и литературы Уфимского федерального исследовательского центра РАН (ИИЯЛ УНЦ РАН). Директор Института истории, языка и литературы УФИЦ РАН (с 2016 по  2021 г.).
Член редколлегии журналов «Oriental Studies», «Nomadic civilization: historical research», «Журнал Российского национального комитета по истории и философии науки и техники», «Проблемы востоковедения», «Известия Уфимского научного центра РАН», «Уфимский археологический вестник».  Член Научного совета РАН по комплексным проблемам этничности и межнациональных отношений, Научного совета по комплексным проблемам востоковедения при Отделении историко-филологических наук РАН, Научного совета по комплексным проблемам новейшей истории и культуры Евразии при Отделении историко-филологических наук РАН,  член Этнографической комиссии РГО, президиума Ассоциации антропологов и этнологов России, эксперт РАН и др. 
Заслуженный деятель науки Республики Башкортостан, Почетный работник науки и высоких технологий РФ. 

## Основные работы
- Псянчин А. В. История этнической картографии в России (До 30-х гг. XX в.) : Дис. … д-ра геогр. наук : 07.00.10 : Москва, 2004 325 c. РГБ ОД, 71:05-11/18
- Псянчин А. В. Башкортостан на старых картах: история географического изучения и картографирования. Уфа, 2001.
- Псянчин А. В. Очерки истории этнической картографии в России XVIII—XIX вв. М., 2004.
- Псянчин А. В. Из истории отечественной этнической картографии (по материалам ИРГО и КИПС). Уфа, 2008.
- Псянчин А. В. Этнография башкир в Русском географическом обществе. Уфа, 2009.
- Псянчин А. В. Комиссия по изучению племенного состава населения: от этнокартографии к переписи населения. Уфа, 2010.
- От племени к этносу (этнография в Русском географическом обществе) : [сб. ст.] / под ред. А. В. Псянчина ; ИИЯЛ УНЦ РАН ; Этнограф. комис. Рус. географич. о-ва. СПб.,2014. Вып. 1. 2014.
- От племени к этносу (этнография в Русском географическом обществе) : [сб. ст.] / под ред. А. В. Псянчина ; ИИЯЛ УНЦ РАН ; Этнограф. комис. Рус. географич. о-ва. СПб., 2015. Вып. 2. 2015.
- От племени к этносу (этнография в Русском географическом обществе) : [сб. ст.] / под ред. А. В. Псянчина ; ИИЯЛ УНЦ РАН ; Этнограф. комис. Рус. географич. о-ва. СПб., 2016. Вып. 3. 2016.
- Из истории организации и деятельности Общества по изучению Башкирии / под ред. д-ра географ. наук А.В.Псянчин. Уфа: ИИЯЛ УФИЦ РАН, 2020.
- Этнокультурное и языковое многообразие народов России (на примере республик Башкортостан, Татарстан, Саха (Якутия), Дагестан / отв. ред. А. В. Псянчин. Колл. моногр. Уфа: ИИЯЛ УФИЦ РАН, 2021.
- Единство и многообразие языков и культур народов России (на примере республик Башкортостан, Татарстан, Саха (Якутия), Дагестан): Колл. моногр. / отв. ред. А.В. Псянчин. Уфа: ИИЯЛ УФИЦ РАН, 2023.